# François Mingaud
François Mingaud (né le 4 janvier 1771 au Cailar - mort le 23 décembre 1847 à Rotterdam) est un officier et joueur de billard français, connu pour avoir inventé dans les années 1820 le « procédé », rondelle hémisphérique de cuir au bout de la queue de billard.
Cette rondelle permet de donner des effets à la boule ; elle est à la base du jeu moderne du billard.
Mingaud publia en 1827 un ouvrage de référence Noble jeu de billard - Coups extraordinaires et surprenans.